# SK Brann (féminines)
Maillots
Le Sportsklubben Brann Kvinner est un club de football féminin norvégien basé à Bergen et évoluant en Toppserien. C'est la section féminine du SK Brann.

## Histoire
Le club est à l'origine la section de football féminin de l'Idrettslaget Sandviken, un club omnisports basé à Bergen.
L'IL Sandviken est un club pionnier de l'histoire du football féminin en Norvège et était présent lors de la première Coupe de Norvège féminine de football en 1978.
Après avoir été durant les années 1990 une des figures majeures du championnat norvégien, Sandviken a connu des années 2000 plus délicates en faisant régulièrement l’ascenseur entre l'élite et la seconde division.
En 2021, le club remporte pour la première fois le titre de champion de Norvège. Quelques jours plus tard, l'IL Sandviken annonce que son équipe féminine est reprise par le SK Brann, le plus gros club masculin de football de l'agglomération de Bergen.
Le 5 juin 2022, Brann pulvérise le record de spectateurs en Toppserien : 10 582 fans sont présents pour assister à une victoire 1-0 contre Vålerenga. En Ligue des champions, le parcours du club s'arrête au deuxième tour de qualifications, battu par les Suédoises de Rosengård (1-1, 1-3). Le club de Bergen conserve son titre en championnat. Alexander Straus, le coach des deux titres, quitte le club pour entraîner le Bayern Munich.

### Logos

Logo de l'IL Sandviken
Logo du SK Brann

## Palmarès
Championnat de Norvège (2) :
- Vainqueur : 2021 et 2022
- Dauphin : 1996
- Troisième : 1991, 1995

Championnat de Norvège de deuxième division (5) :
- Vainqueur : 1990, 2001, 2003, 2008, 2010

Coupe de Norvège (2) :
- Vainqueur : 1995 et 2022
- Finaliste : 1990, 2018 et 2021

## Parcours européen
Sandviken se qualifie pour sa première Ligue des champions grâce à son titre de 2021.
| Saison    | Tour                       | Adversaire             | Aller | Retour | Score total |
| --------- | -------------------------- | ---------------------- | ----- | ------ | ----------- |
| 2022-2023 | 1er tour de qualifications | ALG Spor               | 1 - 0 | 1 - 0  | 1 - 0       |
| 2022-2023 | 1er tour de qualifications | Spartak Subotica       | 3 - 1 | 3 - 1  | 3 - 1       |
| 2022-2023 | 2e tour de qualifications  | FC Rosengård           | 1 - 1 | 3 - 1  | 2 - 4       |
| 2023-2024 | 1er tour de qualifications | Lokomotiv Stara Zagora | 5 - 0 | 5 - 0  | 5 - 0       |
| 2023-2024 | 1er tour de qualifications | RSC Anderlecht         | 0 - 3 | 0 - 3  | 0 - 3       |
| 2023-2024 | 2e tour de qualifications  | Glasgow City FC        | 0 - 4 | 2 - 0  | 6 - 0       |
| 2023-2024 | Phase de groupes           | Sankt Pölten           | 1 - 2 | 2 - 1  | 2e (13 pts) |
| 2023-2024 | Phase de groupes           | SK Slavia Prague       | 1 - 0 | 0 - 1  | 2e (13 pts) |
| 2023-2024 | Phase de groupes           | Olympique lyonnais     | 3 - 1 | 2 - 2  | 2e (13 pts) |
| 2023-2024 | 1/4 de finale              | FC Barcelone           | 1 - 2 |        |             |